# Molly Caudery
Molly Caudery (Truro, 17 de marzo de 2000) es una deportista británica que compite en atletismo.
Ganó una medalla de oro en el Campeonato Mundial de Atletismo en Pista Cubierta de 2024 y una medalla de bronce en el Campeonato Europeo de Atletismo de 2024, ambas en la prueba de salto con pértiga.

## Palmarés internacional
| Campeonato Mundial en Pista Cubierta | Campeonato Mundial en Pista Cubierta | Campeonato Mundial en Pista Cubierta | Campeonato Mundial en Pista Cubierta |
| Año                                  | Lugar                                | Medalla                              | Prueba                               |
| ------------------------------------ | ------------------------------------ | ------------------------------------ | ------------------------------------ |
| 2024                                 | Glasgow (Reino Unido)                | Medalla de oro                       | Salto con pértiga                    |
| Campeonato Europeo                   |                                      |                                      |                                      |
| Año                                  | Lugar                                | Medalla                              | Prueba                               |
| 2024                                 | Roma (Italia)                        | Medalla de bronce                    | Salto con pértiga                    |